# Палацо Росо (Лука)
Палацо Росо је насеље у Италији у округу Лука, региону Тоскана.
Према процени из 2011. у насељу је живело 64 становника. Насеље се налази на надморској висини од 68 м.